# 罗科·巴尔德里
羅科·丹尼爾·巴爾德里（Rocco Daniel Baldelli，1981年9月25日—出生於羅得島州文索基特）是美國職棒大聯盟的外野手，目前是明尼蘇達雙城總教練。

## 早年生活
巴爾德里在學生時期成績十分優秀，高中時GPA高達4.25，他還常常給其他同學輔導物理。他也是棒球、籃球、排球三項全能的運動明星。2000年巴爾德里在大聯盟選秀中被坦帕灣魔鬼魚選中。當時他說過，如果他不和魔鬼魚隊簽約的話，他會選擇進入威克森林大學讀書，而不是普林斯頓大學。

## 大聯盟生涯

### 坦帕灣魔鬼魚/光芒

#### 早期的成功
巴爾德里於2003年正式登上大聯盟，他在他的新秀賽季表現十分搶眼，打擊率2成89，11支全壘打和78分打點，並有27次盜壘成功。巴爾德里在當年的最佳新秀評選中名列第三。
2004年巴爾德里幾乎復制了他在新秀賽季的成績，2成80的打擊率，16支全壘打，74分打點和17次盜壘成功。這一年他還被選進了羅得島州美籍義大利裔名人堂。

#### 傷病纏身
由於球季間歇期和他的兄弟打棒球時十字韌帶受傷，巴爾德里在2005年開季進入傷病名單。他原本期待在全明星賽之後回到球場，但復健賽時他的手肘受傷，不得不進行湯米·約翰手術，因此他錯過了2005整個賽季。
在錯過了一個半賽季後，巴爾德里在2006年6月7日重新回到魔鬼魚隊打線中。這個賽季他的打擊率達到了3成02，並有16支全壘打和57分打點。
2007年春訓期間，巴爾德裡拉傷了他的腿後腱。在僅僅打了35場比賽後，他進入了傷病名單。之後他在小聯盟的復健賽再度受傷。
在接下來的賽季間歇期中，巴爾德里對他的肌肉問題及過度疲勞的原因作了進一步的檢查。醫生發現他的線粒體異常，但沒法做出精確的診斷。
2008年春訓期間，巴爾德里試圖返回球場，但是他失敗了。3月12日巴爾德里召開了一個新聞發布會，宣佈新賽季他將再次進入傷病名單，但他會努力戰勝他所患的怪病。
在作了更多的醫療咨詢後，巴爾德里開始進行藥物和營養補充的雙重治療，並取得了一定的效果。2008年5月29日，巴爾德里開始參加延長春訓的比賽，並在6月中旬回到光芒隊小聯盟做復健賽。
在2008至09年的賽季間歇期中，進一步的測試顯示巴爾德里患的是離子通道病，沒有之前預測的狀況那麼嚴重。

#### 重返球場
2008年8月10日，巴爾德里終於回到大聯盟，並在對西雅圖水手的比賽中先發鎮守右外野。他在比賽中打出一支帶有一分打點的一壘安打，並有一次魚躍撲球的表現。
這個賽季巴爾德里為光芒隊一共出場28次，他主要作為指定打擊或代打上場，偶爾守左外野或右外野。他一共擊出了4支全壘打和13分打點，打擊率2成63。出色的表現也讓他進入了季後賽陣容。雖然巴爾德里在季後賽上場不多，但表現搶眼。在美聯冠軍賽第三場比賽中，他在8局下半從波士頓紅襪的保羅·柏德手中敲出一支三分全壘打，幫助球隊獲得該場比賽的勝利。隨後在世界大賽第二場比賽中，巴爾德里作出了世界大賽歷史上第一次外野傳內野的雙殺守備，當時他接到飛球後迅速傳一壘，刺殺了離壘過遠的傑森·沃斯。

### 波士頓紅襪
2009年1月9日，巴爾德里和波士頓紅襪簽下一份一年的合約。他身穿5號球衣，這也是自2004年諾馬·賈西亞帕拉離開紅襪隊之後第一次有球員穿此號碼。
在紅襪隊期間他依然受到傷病的困擾，2009年就兩次進入傷病名單，整個賽季僅為紅襪隊出場62次，擊出7支全壘打和23分打點，打擊率2成53。盡管紅襪隊進入了季後賽，但他未能進進球隊的季後賽名單。
賽季結束後巴爾德里成為自由球員。

## 明尼蘇達雙城
明尼蘇達雙城隊在今天稍早宣佈聘請坦帕灣光芒隊現場協調員Rocco Baldelli為他們的新任總教練。年僅37歲的Baldelli也成為了全聯盟最年輕的總教練。

## 執教成績
| 球隊     | 年度     | 正規賽 | 正規賽 | 正規賽 | 正規賽      | 季後賽 | 季後賽 | 季後賽 | 季後賽         |
| 球隊     | 年度     | 勝     | 敗     | 勝率   | 排名        | 勝     | 敗     | 勝率   | 備註           |
| -------- | -------- | ------ | ------ | ------ | ----------- | ------ | ------ | ------ | -------------- |
| 雙城     | 2019年   | 101    | 61     | .623   | 美聯中區第1 | 0      | 3      | .000   | 輸掉美聯分區賽 |
| 雙城     | 2020年   | 36     | 24     | .600   | 美聯中區第1 | 0      | 2      | .000   | 輸掉美聯外卡賽 |
| 雙城     | 2021年   | 73     | 89     | .451   | 美聯中區第5 | –      | –      | –      |                |
| 雙城     | 2022年   | 78     | 84     | .481   | 美聯中區第3 | –      | –      | –      |                |
| 雙城     | 2023年   | 87     | 75     | .537   | 美聯中區第1 | 3      | 3      | .500   | 輸掉美聯分區賽 |
| 雙城     | 2024年   | 82     | 80     | .506   | 美聯中區第4 | –      | –      | –      |                |
| 合計:5年 | 合計:5年 | 457    | 413    | .525   |             | 3      | 8      | .273   |                |

## 外部鏈接
- 球員資訊和成績在MLB，ESPN，Baseball-Reference，Fangraphs，The Baseball Cube（英文）
- 羅科·巴爾德里官方網站 （页面存档备份，存于）